# The Return of Avery Jessup
"The Return of Avery Jessup" é o 21.° episódio da sexta temporada da série de televisão norte-americana de comédia de situação 30 Rock, e o 124.° da série em geral. Teve o seu enredo co-escrito por Josh Siegal e Dylan Morgan, e foi realizado por John Riggi. A sua transmissão nos Estados Unidos ocorreu na noite de 10 de Maio de 2012 através da rede de televisão National Broadcasting Company (NBC). Dentre os artistas convidados para o episódio, estão inclusos Elizabeth Banks, James Marsden, Margaret Cho, e Michael Mosley.
No episódio, Jack Donaghy (interpretado por Alec Baldwin) suspeita que a sua esposa Avery Jessup (Banks) esteja a esconder algo quando esta demonstra indiferença ao receber informações sobre a sua má conduta na ausência dela. Entretanto, Liz Lemon (Tina Fey) adopta o papel de ganha-pão no seu relacionamento, muito para o desgosto do seu namorado Criss Chros (Marsden). Não obstante, Tracy Jordan (Tracy Morgan) e Kenneth Parcell (Jack McBrayer) tentam ajudar Jenna Maroney (Jane Krakowski) a encontrar um patrocinador para o seu casamento que se avizinha. O enredo deste episódio é uma continuação para "Everything Sunny All the Time Always", no qual Avery é raptada pelo então presidente da Coreia do Norte, Kim Jong-Il.
Em geral, "The Return of Avery Jessup" foi recebido com opiniões mistas pelos críticos especialistas em televisão do horário nobre, que expressaram desagrado pelo enredo, contudo, elogiaram o desempenho de Banks. De acordo com os dados publicados pelo sistema de mediação de audiências Nielsen Ratings, foi assistido por 2,92 milhões de telespectadores na sua transmissão original e foi-lhe atribuída a classificação de 1,5 e cinco de share no perfil demográfico dos telespectadores entre os dezoito aos 49 anos de idade.

## Produção e desenvolvimento
"The Return of Avery Jessup" é o vigésimo primeiro e penúltimo episódio da sexta temporada de 30 Rock. O seu argumento foi co-escrito pela dupla Josh Siegal e Dylan Morgan, com a realização do episódio ficando a cargo do produtor executivo John Riggi. Esta foi a sexta vez que Siegal e Morgan escreveram o argumento para um episódio de 30 Rock, sendo "The Tuxedo Begins" o último cujo guião foi escrito por ambos, e ainda o décimo quarto crédito de direcção por Riggi, sendo "Murphy Brown Lied to Us" o último cuja direcção ficou a seu cargo. Além de director, Riggi também escreveu argumentos para episódios de 30 Rock em temporadas anteriores.

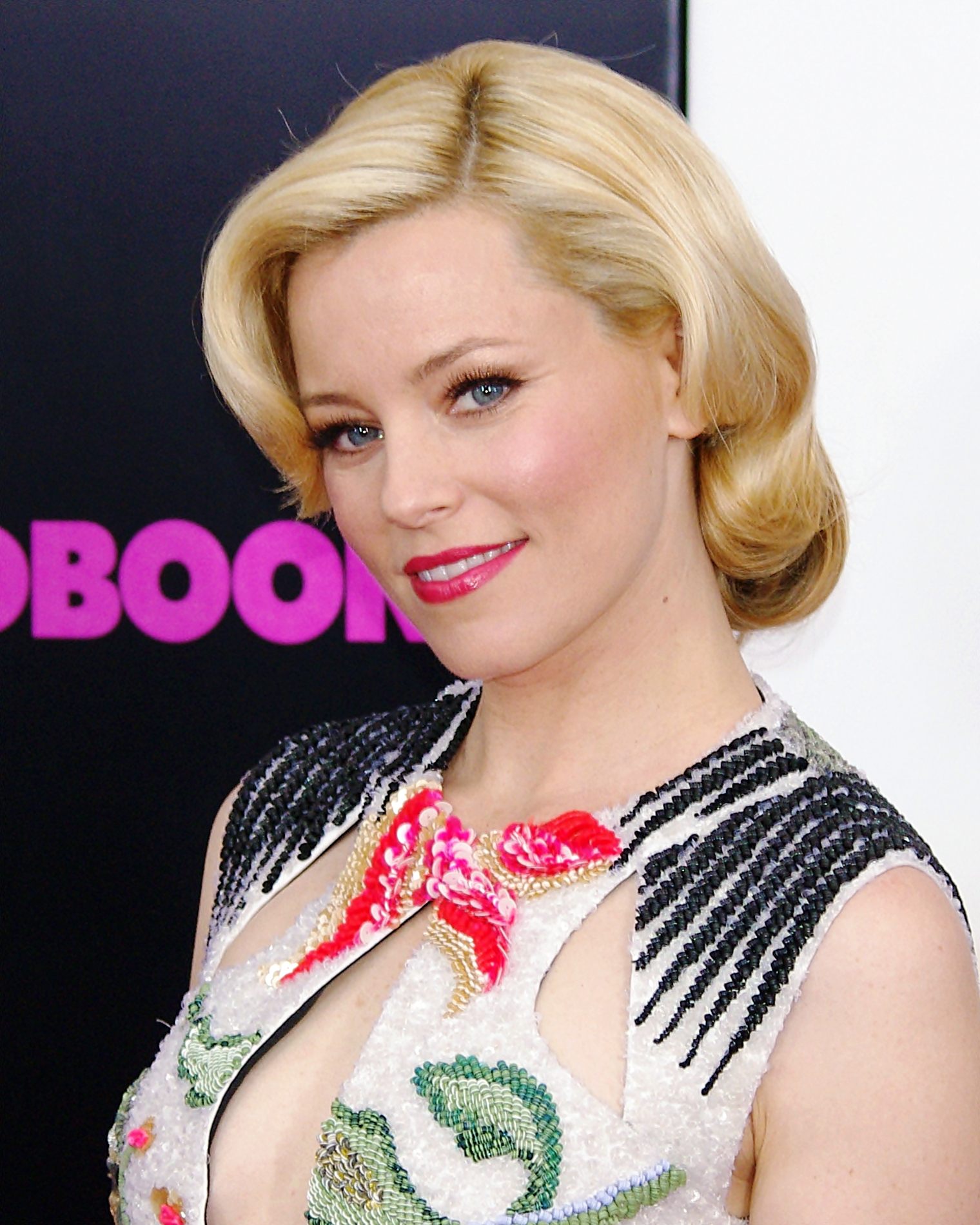
"The Return of Avery Jessup" marcou o retorno de Elizabeth Banks à 30 Rock. O seu desempenho rendeu-lhe uma nomeação a um prémio Primetime Emmy.

A 17 de Dezembro de 2011, Kim Jong-il, então Presidente da Coreia do Norte (1994-2011), morreu vítima de um ataque cardíaco. A morte de Jong-il teve um impacto forte na série, tendo em conta que o enredo de "Everything Sunny All the Time Always", episódio da quinta temporada transmitido a 28 de Abril de 2011, centra-se no rapto de Avery Jessup pelo Presidente e no casamento forçado com o filho do mesmo, Kim Jong-Un. Logo após a publicação da notícia, vários fãs de 30 Rock revelaram preocupação quanto à continuidade da trama da personagem, levando-os a deixar comentários nas suas contas em redes sociais, inclusive o Twitter, na qual foram feitas especulações sobre como tal acontecimento iria afectar o desenvolvimento da personagem na série, com um destes questionando: "Avery Jessup é uma assassina?" Além dos fãs, o sítio Reuters e o canal de televisão CNN também fizeram comentários sobre o assunto, tendo este tornado-se num trending topic no Twitter. O trailer promocional para a sexta temporada, publicado poucos dias antes, apresentava imagens de Avery a posar com Jong-il para postais de Natal anti-americanos. No seu perfil do Twitter, Banks agradeceu aos telespectadores pela sua preocupação com o destino da sua personagem, e o produtor Robert Carlock afirmou, em entrevista à revista Us Magazine: "A vida amorosa de Jack está bastante complicada e acabou de ficar mais complicada ainda porque eu acho que, tecnicamente, Avery é a Primeira Dama da Coreia da Norte." Dias depois da morte do presidente, a equipa de argumentistas de 30 Rock anunciou que iria dar continuidade à história do rapto, aproveitando assim para revelar que Banks iria retornar à série para dar um fim à sua personagem.
"Nós retornamos ao enredo porque já havíamos filmado oito ou nove episódios e apercebemo-nos que, felizmente, não havíamos referido ainda o nome do Kim Jong, apenas a Coreia do Norte em geral. Nós não podemos voltar ao passado e colocar as mudanças lá, mas o quebra-cabeças divertido é fazer uma inversão e tentar encontrar uma maneira de tirá-la de lá e de continuar com as coisas."
— Robert Carlock ao informar a continuidade da trama da personagem Avery Jessup ao portal The Hollywood Reporter.
Em Outubro de 2011, foi anunciado que o actor James Marsden iria fazer uma participação em seis episódios da sexta temporada de 30 Rock. "Idiots Are People Two!" marcou a sua estreia como Criss Chros, o novo namorado de Liz. Quando entrevistado pelo jornal Los Angeles Times, Marsden declarou que "gostaria de interpretar uma personagem divertida." Em "The Return of Avery Jessup", ele repetiu o seu desempenho como o namorado da personagem. Embora creditados, os actores Scott Adsit, Katrina Bowden, e Keith Powell não fizeram aparições em "The Return of Avery Jessup". A actriz Jane Krakowski, intérprete da personagem Jenna Maroney, em uma entrevista para o blogue Golderby, disse que neste episódio dá para se aprender muito sobre o passado e a identidade de Jenna: "Foi um grande abre-olhos, eu acho, quando o filmámos e descobrimos muito que nós não conhecíamos sobre a história de Jenna".

## Enredo
Quando a esposa de Jack Donaghy (interpretado por Baldwin), Avery Jessup (Banks), finalmente retorna do seu cativeiro na Coreia do Norte, vem acompanhada do seu colega norte-americano Scott Scottsman (Michael Mosley), que era mantido refém com ela. Avery informa a Jack que ele está perdoado de qualquer infidelidade que tenha cometido durante a sua ausência, fazendo-o suspeitar que ela esteja a esconder algum segredo, provavelmente envolvendo Scott. Ele gradualmente revela a extensão completa do seu relacionamento quase amoroso com a mãe de Avery, Diana Jessup (Mary Steenburgen), como uma tentativa de fazer-lhe revelar as suas indiscrições. Finalmente, Jack descobre que o perdão antecipado era um estratagema dela para faze-lhe confessar imediatamente tudo o que tinha feito. Jack e Avery regozijam o facto de estarem de volta ao seu relacionamento competitivo e decidem renovar os seus votos maritais, indo contra o conselho de Liz Lemon (Tina Fey).
Entretanto, quando Chriss Chros (James Marsden) estima que a renovação da sua casa lhe irá custar USD 10 mil, ele lamenta não ser um homem capaz de proporcionar uma casa e sustentar filhos financeiramente. Após Liz dizer que isso não importa, ele decide melhorar o seu negócio de cachorros-quentes. A sua primeira acção é a reclamação de um novo lugar no passeio a artistas de rua que assediam turistas. Numa rixa subsequente, Chriss é salvo por Liz e Jenna Maroney (Jane Krakowski). Não obstante, Jenna procura um patrocinador para o seu vizinho casamento escandaloso. A Direcção do Turismo do Sul é uma possibilidade mas, após várias tentativas solitárias, Jenna se revela incapaz de recuperar o sotaque sulista que ganhou enquanto crescia. Após algum treinamento de com auxílio de Kenneth Parcell (Jack McBrayer) e Tracy Jordan (Tracy Morgan), bem como a rixa com os artistas de rua, Jenna apercebe-se que o patrocinador perfeito para o seu casamento seria uma marca de sapatos falsificados.

## Transmissão e repercussão

### Audiência
"The Return of Avery Jessup" foi transmitido a 10 de Maio de 2012 nos Estados Unidos através da NBC como o 124.° episódio de 30 Rock, e o vigésimo primeiro da sexta temporada. Ao longo da sua transmissão original norte-americana, segundo as estatísticas publicadas pelo serviço de mediação de audiências Nielsen Ratings, foi assistido por uma média de 2,92 milhões de telespectadores e foi-lhe atribuída a classificação de 1,5 e cinco de share no perfil demográfico dos telespectadores entre os dezoito aos 49 anos de idade. O 1,5 refere-se a 1,5 por cento de todos os cidadãos de dezoito a 49 anos de idade nos Estados Unidos, enquanto o cinco refere-se a cinco por cento de todos os telespectadores entre os dezoito 49 anos de idade que assistiam à televisão nos EUA no momento da transmissão.
Esta é uma perda ligeira em relação ao episódio anterior, "Queen of Jordan 2: The Mystery of the Phantom Pooper", assistido por 3,04 milhões de telespectadores e recebeu a classificação de 1,4 e quatro de share no perfil demográfico dos telespectadores entre os dezoito aos 49 anos de idade. "The Return of Avery Jessup" posicionou-se em terceiro lugar entre os programas emitidos pela NBC no horário nobre de quinta-feira, e em sexto lugar entre os outros programas emitidos no horário das vinte horas às 21 horas.

### Análises da crítica
| Críticas profissionais | Críticas profissionais |
| Avaliações da crítica  | Avaliações da crítica  |
| Fonte                  | Avaliação              |
| ---------------------- | ---------------------- |
| Alan Sepinwall         | (positiva)             |
| A.V. Club              | (B)                    |
| Entertainment Weekly   | (mista)                |
| Hollywood.com          | (negativa)             |

Meredith Blake, para o jornal de entretenimento A.V. Club, atribuiu a avaliação B a "The Return of Avery Jessup", escrevendo que o retorno de Avery não foi tão "excitante" ou "triunfante" como esperado: "Eu esperei algum resgate dramático ou diplomacia complicada ou, no mínimo, um vislumbre dentro do avião de sexo de Steve Bing. Em vez disso, Jack calmamente apanha Avery no aeroporto, e fica tudo como antigamente." Blake elogiou a química no relacionamento de Jack e Avery, argumentando que ela é "competitiva", e concluiu a revelar desagrado pelo facto de a história de Jack e a sua sogra ter sido esquecida tão facilmente. Breia Brissey, da revista electrónica Entertainment Weekly, teve uma opinião contrária, afirmando que gostou do facto de Avery ter perdoado Jack imediatamente e que o relacionamento dos dois irá triunfar.

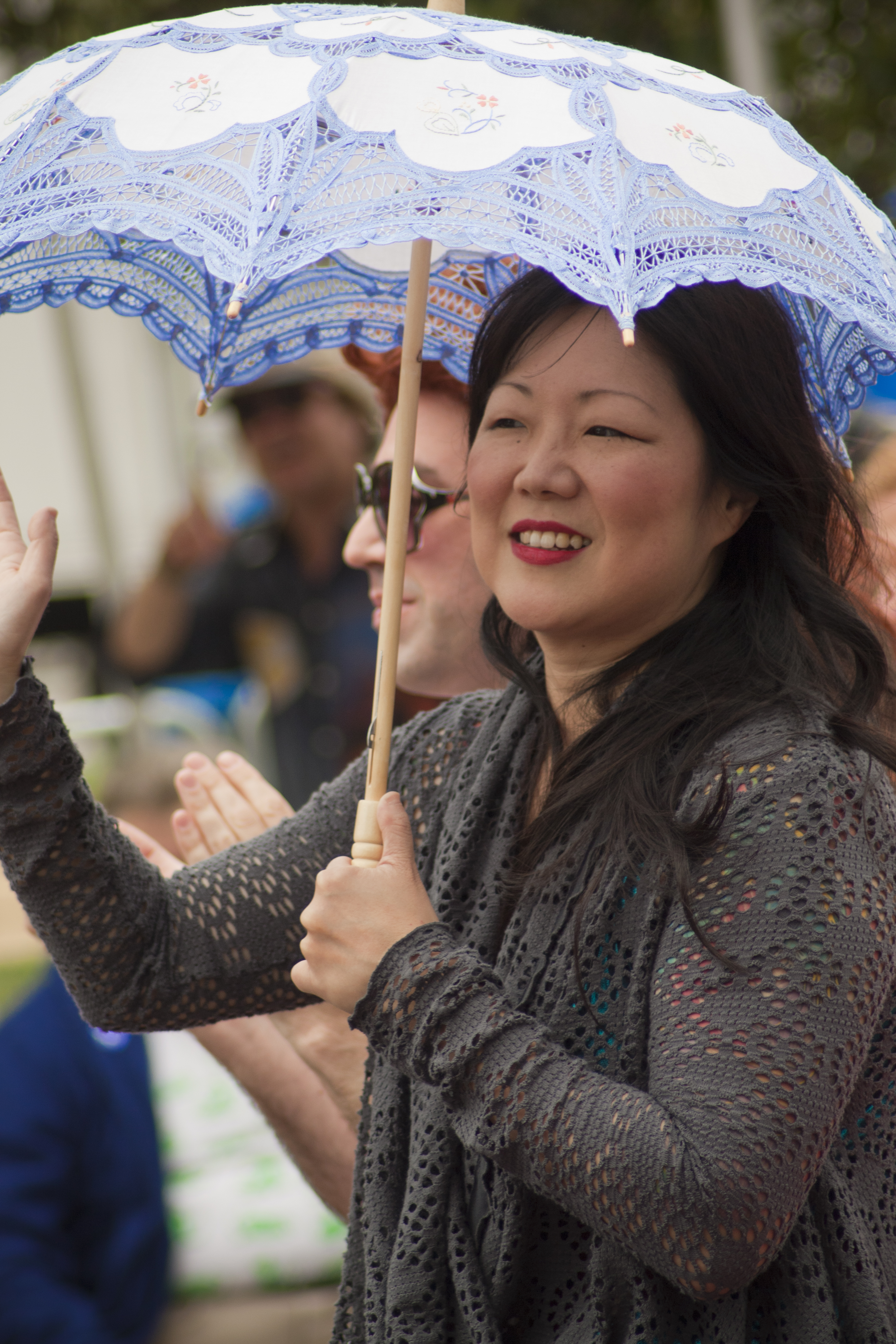
Margaret Cho recebeu uma nomeação ao prémio Emmy do horário nobre pelo seu trabalho no episódio.

Aly Semigran, do sítio Hollywood.com, ao fazer uma comparação com o episódio da semana anterior, achou que "The Return of Avery Jessup" foi um desapontamento, especialmente considerando o desenvolvimento da trama de Liz ao longo do episódio. Não obstante, afirmou estar ansiosa pelo casamento de Jenna e Paul. Alan Sepinwall, para o portal norte-americano Upprox, escreveu que este foi mais um episódio engraçado de 30 Rock, mas um no qual o enredo de Liz ficou inacabado. Ao abordar o retorno de Elizabeth Banks, declarou: "O retorno titular de Avery era tudo o que poderia se ter esperado, depois do seriado ter de trabalhar em torno da programação de Elizabeth Banks durante toda a temporada." Ao concluir, Sepinwall afirmou que todas as histórias e enredos do episódio desta semana foram boas, e elogiou as referências ao Governador do Massachussets, Mitt Romney, e a Jessica Tandy.

### Prémios e nomeações
Pelos seus desempenhos individuais em "The Return of Avery Jessup", ambas Elizabeth Banks e Margaret Cho receberam nomeações na categoria "Melhor Actriz Convidada para Série de Comédia" na 64.ª cerimónia anual dos prémios Emmy do horário nobre. Em reacção a isto, Cho expressou: "Estou tão entusiasmada por ter sido nomeada para um Emmy, especialmente por 30 Rock, que é um programa incrível e também por interpretar um ditador mundial enlouquecido e falecido que dividiu o meu pequeno país de origem em dois. Essa é a melhor parte." Banks, que recebeu a sua segunda nomeação a um prémio Emmy pelo seu trabalho em 30 Rock, agradeceu à equipa de argumentistas Kay Cannon e John Riggi. Não obstante, foi a actriz Kathy Bates que saiu vencedora pela sua performance como o fantasma de Charlie Harper no seriado Dois Homens e Meio.